# Zachonje (wołost Wiazjewskaja)
Zachonje (ros. Захонье) – wieś (ros. деревня, trb. dieriewnia) w zachodniej Rosji, w wołoscie Wiazjewskaja (osiedle wiejskie) rejonu diedowiczskiego w obwodzie pskowskim.

## Geografia
Miejscowość położona jest w pobliżu rzeki Tiszynka, 8 km od centrum administracyjnego osiedla wiejskiego (Pogostiszcze), 12,5 km od centrum administracyjnego rejonu (Diedowiczi), 89,5 km od stolicy obwodu (Psków).

## Demografia
W 2010 r. miejscowość zamieszkiwało 11 osób.